# Генотип
Геноти́п — совокупность генов данного организма. Генотип, в отличие от понятия генофонд, характеризует особь, а не вид. В более узком смысле под генотипом понимают комбинацию аллелей гена или локуса у конкретного организма. Процесс определения генотипа называют генотипированием. Генотип вместе с факторами внешней среды определяет фенотип организма. При этом особи с разными генотипами могут иметь одинаковый фенотип, а особи с одинаковым генотипом могут в различных условиях отличаться друг от друга.
Термин «генотип» наряду с терминами «ген» и «фенотип» ввёл генетик В. Л. Иогансен в 1909 году в книге «Elemente der exakten Erblichkeits lehre» (нем. «Элементы точного учения наследственности»).